# Magny-le-Désert
Magny-le-Désert är en kommun i departementet Orne i regionen Normandie i nordvästra Frankrike. Kommunen ligger i kantonen La Ferté-Macé som tillhör arrondissementet Alençon. År 2022 hade Magny-le-Désert 1 386 invånare.

## Befolkningsutveckling
Antalet invånare i kommunen Magny-le-Désert
| Referens: INSEE |